# Lípy u kapličky v Ondřejově
Lípy u kapličky v Ondřejově je dvojice památných stromů lip velkolistých (Tilia platyphyllos) v Ondřejově, místní části obce Perštejn v okrese Chomutov v Ústeckém kraji. Stromy rostou před bývalou kapličkou ve svahu uprostřed vesnice, po stranách slepé místní cesty k západnímu okraji vesnice. U jedné z lip stojí na kamenném podstavci železný krucifix.
Koruny stromů sahají do výšky 28 m, obvody kmenů měří 502 a 473 cm (měření 2009). V roce 2009 bylo odhadováno stáří stromů na 200 let. Stromy jsou chráněné od roku 1990 jako krajinná dominanta, součást kulturní památky a stromy s výrazným vzrůstem.

## Stromy v okolí
- Lípa v Ondřejově
- Hrzínská lípa
- Lípa u Lužného